# Abricots (kommun)
Abricots är en kommun i Haiti.   Den ligger i departementet Grand'Anse, i den västra delen av landet, 210 km väster om huvudstaden Port-au-Prince. Antalet invånare är 34 262. Arean är 107 kvadratkilometer.
Terrängen i Abricots är huvudsakligen kuperad, men åt nordost är den platt.